# Mary Stewart Kilgour
Mary Stewart Kilgour (* 24. September 1851 in Longford, Van-Diemens-Land; † 31. März 1955 in Sidmouth, Devon) war eine in Tasmanien geborene, schottischstämmige, britische Lehrerin, Autorin und Aktivistin für Frauenrechte und das Frauenwahlrecht.

## Leben
Kilgour war eines von dreizehn Kindern des schottischen Arztes John Stewart Kilgour (1815–1902) und seiner Frau Susan Anne, geborene Archer. Kilgour wurde 1851 in Van-Diemens-Land, dem heutigen Tasmanien, geboren. Ihre Familie kehrte 1854 nach Großbritannien zurück und lebte in Worcester, London, Exmouth und auf der Isle of Man, bevor sie sich um 1860 in Cheltenham niederließ. Nachdem Kilgour dort zwei kleine Privatschulen besucht hatte, war sie kurze Zeit als Schülerin am Cheltenham Ladies’ College. Von 1871 bis 1873 unterrichtete sie am College und schloss eine lebenslange Freundschaft mit der Schulleiterin Dorothea Beale. Kilgour trat sie mit einem Stipendium der Clothworkers’ Company in das Girton College in Cambridge ein, um Mathematik zu studieren. 1878 schloss sie die Tripos-Prüfungen ab.
Von 1880 bis 1906 unterrichtete Kilgour Mathematik am Queen’s College in London. Sie war jedoch zunehmend frustriert über die ihrer Meinung nach herrschende Selbstgefälligkeit und die Weigerung, mit neuen Ideen Schritt zu halten. 1906 verließ sie das College und verwirklichte ihr Interesse an Bildung auf anderem Weg.
Schon ab 1880 setzten Kilgour, ihre enge Freundin Annie Leigh Browne und deren Schwester Mary Lockyer sich für die Bildung von Frauen ein; ihre Arbeit und Brownes Geld führten 1882 zur Eröffnung der College Hall, einer Frauenresidenz zum Studium am University College London bzw. der University of London. 1932 wurde College Hall noch einmal erheblich vergrößert.
1888 waren Kilgour und Browne maßgeblich an der Gründung der Society for Promoting Women as County Councillors beteiligt, später in Women’s Local Government Society (WLGS), in der sich einflussreiche, liberal gesinnte Männer und Frauen aus der oberen Mittelschicht sammelte, um die Beteiligung von Frauen am politischen Leben zu fördern. Browne wurde zur ehrenamtlichen Sekretärin ernannt und Kilgour war von 1892 bis 1900 ehrenamtliche Schatzmeisterin. Die WLGS war verantwortlich für die Kandidaturen von Jane Cobden in Bow und Bromley und Margaret Sandhurst in Brixton für das London County Council, die auch gewählt wurden. Danach gab es mehrere Anfechtungen und die Wahl wurde dann für ungültig erklärt, weil der Local Government Act 1888 Frauen nicht ausdrücklich in seine Bestimmungen aufgenommen habe. Danach setzte sich die WLGS für eine Gesetzesänderung ein, um sicherzustellen, dass das aktive und passive Wahlrecht von Frauen für lokale Parlamente ausdrücklich garantiert wurde. In den nächsten zwei Jahrzehnten schrieb Kilgour mehrere Broschüren und reiste durch das Land, um auf Versammlungen für die Wahl von Frauen in die Kommunalparlamente zu werben. 1895/1896 schrieb sie fünfzig Artikel für den Parish Councillor, in denen sie Frauen aufforderte, sich zu engagieren. Im Jahr 1900 verfasste sie für den Kongress der Royal Institution of Public Health in Aberdeen ein Papier mit dem Titel Women as members of local sanitary authorities (Frauen als Mitglieder lokaler Gesundheitsbehörden). Die fortgesetzte Kampagnenarbeit von Kilgour und Browne in der WLGS führte schließlich 1907 zu einem Gesetz, das Frauen das Recht gab, in die Stadt- und Bezirksräte gewählt zu werden. Die WLGS unterstützte nun mehrere Kandidatinnen, in vielen Fällen mit Erfolg.
Kilgour selbst wurde 1912 in den Stadtrat von Paddington gewählt und blieb dort bis 1919. Sie unterstützte die Arbeit der National Union of Women’s Suffrage Societies, verurteilte aber die Gewalt der militanten Suffragetten. 1920 zogen sich Kilgour und Browne aus der WLGS zurück, wohnten zusammen in London und blieben weiterhin aktiv.
Als Browne 1936 in London an Bronchitis und Lungenentzündung starb, hatte sie schon vorher ihrer Freundin Kilgour 5000 Pfund und ein Haus, The Hills, in Sidmouth hinterlassen, wohin Kilgour dann zog. Sie widmete sich ihrem Hobby, der Gartenarbeit, blieb aber politisch und gesellschaftlich aktiv. Sie wurde zur Präsidentin der Sid Vale Liberal Association gewählt und eröffnete noch im Alter von 99 Jahren ein neues Museum in der Stadt.
Kilgour starb im Alter von 103 Jahren in Sidmouth.

## Veröffentlichungen (Auswahl)
- Women as Members of Local Sanitary Authorities (Broschüre der Women’s Local Government Society, 1896)
- Women and the London Government Bill (Broschüre der Women’s Local Government Society, 1899)
- The London Government Act: The latest disqualification of women (1899)
- Position of women in secondary education (1899)
- The James Stansfeld Memorial Trust. Its Origin and Work (Verlegt von der Women’s Printing Society, 1934)